# Igreja Católica em Brunei
A Igreja Católica em Brunei é parte da Igreja Católica universal, em comunhão com a liderança espiritual do Papa, em Roma, e da Santa Sé. Manifestações religiosas públicas dos cristãos enfrentam restrições, já que o país adota a lei islâmica sharia como base da legislação civil desde 2013 pelo sultão, Hassanal Bolkiah. A conversão do islã para outras religiões é proibida. O relatório de perseguição religiosa de 2024 da fundação Portas Abertas considerou Brunei como o 44.º país que mais persegue os cristãos no mundo.

## História

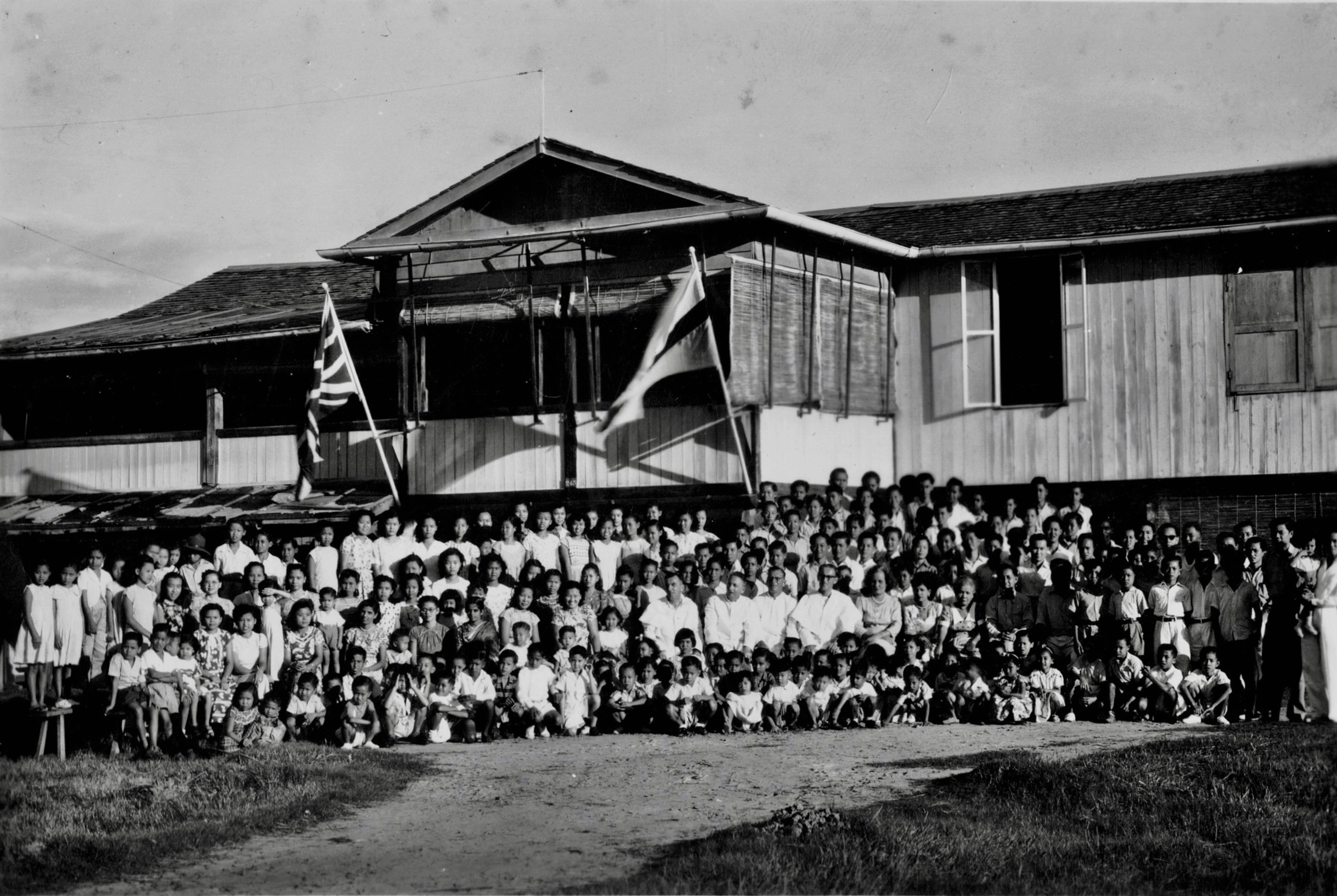
Alunos da Escola St. John, em foto tirada em 1951.

O islamismo foi introduzido no norte da ilha de Bornéu no século V, mas só foi se tornar a religião dominante no século XIV. No século XVI, atividades missionárias de comerciantes portugueses falharam.
Originalmente parte do Vicariato Apostólico das Índias Orientais, desde 1842, a Igreja Católica bruneana foi colocada sob a jurisdição da Diocese de Miri em 1959, parte da Igreja na Malásia. Em 1926, ocorreu a descoberta de petróleo na costa de Brunei, e de gás natural, em 1960, impulsionou muito a economia da região. Com isso, o governo começou a sofrer pressão para se juntar à Malásia. O nacionalismo que tomava conta da população na época, levou à independência de Brunei em 1º de janeiro de 1984.
Em 1991, o governo quis reafirmar seu compromisso com o islamismo, e, por isso proibiu a celebração do Natal, proibiu as  duas escolas católicas do país de ensinar qualquer religião que não o islã, além de ser obrigadas a ensinar a escrita árabe. Dois anos depos, o governo reafirmou seu compromisso com a liberdade religiosa por meio da Declaração de Kuala Lumpur, embora as religiões não muçulmanas tenham permanecido sob as restrições impostas pela lei islâmica, a sharia. Em 1997, o Vaticano criou a Prefeitura Apostólica de Brunei, o que foi visto como um passo em direção a uma abordagem mais moderada em relação às religiões não muçulmanas. Foi mantida como sufragânea da Província Eclesiástica em Kuching. O monsenhor Cornelius Sim foi nomeado como o prefeito apostólico.

## Atualmente
|                                                                                     |  |                             |
| Igreja de São João, localizada no colégio de mesmo nome, na cidade de Kuala Belait. |  | Escola católica Saint John. |

A maioria dos católicos que vivem em Brunei, cerca de 70% são filipinos, outros 20% são indonésios, indianos, malaios, chineses e europeus, que residem no país temporariamente em  empregos relacionados à indústria do petróleo e do gás natural. Os 10% restantes são os católicos bruneanos étnicos.
Em 2000, Brunei tinha três paróquias e seus fiéis eram atendidos por padre um diocesano e um padre religioso. Há três escolas católicas em território bruneano, porém elas não têm autorização para disponibilizar instrução cristã aos alunos. A maioria dos alunos dessas escolas são da maioria muçulmana. O padre Arin Sugit, assistente do bispo na Catedral de Nossa Senhora da Assunção, afirma que cerca de 5.000 a 6.000 pessoas participam das missas a cada fim de semana.
| Número de católicos em Brunei             |
|                                           |
| Evolução do número de católicos em Brunei |

O islã é a religião oficial e as outras religiões "podem ser praticadas em paz e harmonia pelas pessoas que as professam", de acordo com a constituição. Como parte das restrições sofridas pelos cristãos, estão as manifestações públicas da fé e a conversão de muçulmanos para o cristianismo. Comemorar publicamente o Natal é proibido, incluindo as decorações e canções, ainda que 25 de dezembro continue a ser um feriado no país. A importação de Bíblias também não é permitida. Atividades da igreja são monitoradas, e tampouco se pode compartilhar a fé com os muçulmanos. Embora todos os cristãos sofram algum tipo de pressão, os de origem islâmica são os que enfrentam mais problemas, com pressão da família, da comunidade e do governo.
| “ | Eu estava sentada em um canto lendo a Bíblia, quando algumas meninas se aproximaram de mim perguntando por que eu tinha levado uma Bíblia para a escola. Elas gritaram: 'Deixe este livro em casa!'. Fiquei com tanto medo. Elas eram minhas amigas. Nunca as tinha visto tão bravas antes. | ” |
|   | — Testemunho de uma cristã bruneana anônima à Fundação Portas Abertas. |   |

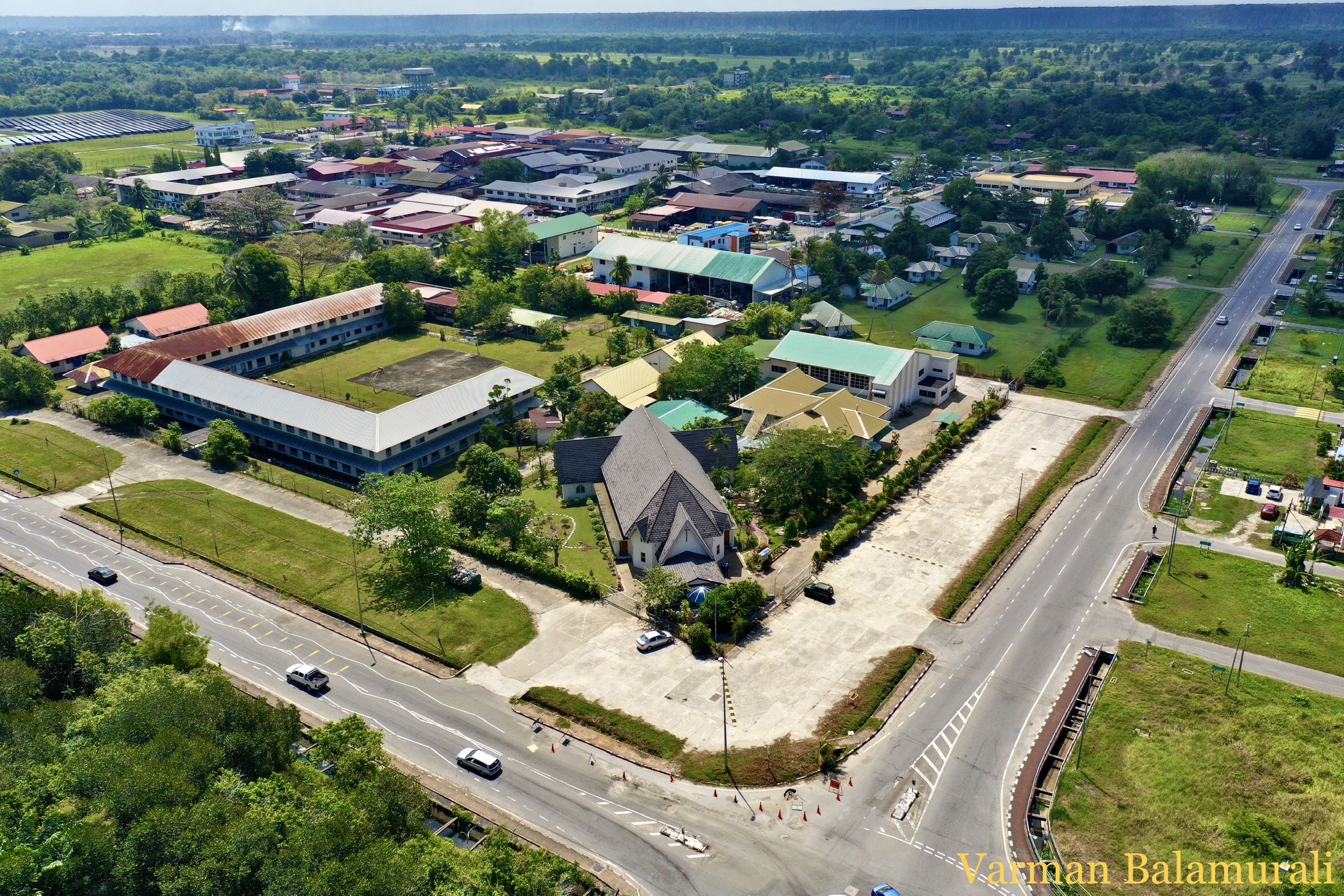
Vista aérea da igreja de Nossa Senhora da Imaculada Conceição.

De acordo com a sharia, as mulheres são obrigadas a usar as vestes islâmicas, como o hijab, e se não o fizerem podem enfrentar problemas, mesmo as que não são muçulmanas. Se uma convertida for descoberta, será rejeitada e isolada pela família, seus familiares convocarão líderes muçulmanos ou forçá-la a frequentar programas islâmicos para "reabilitação espiritual". Cristãs solteiras acabam sendo obrigadas a se casar com homens muçulmanos, e as casadas podem perder a guarda dos filhos. Enquanto isso, os homens enfrentam expulsão de sua própria casa, visto que a conversão causa vergonha a seus familiares e à comunidade, sofrem agressão física, humilhação e maus-tratos por parte das autoridades religiosas e nas escolas e universidades. Até mesmo estabelecimentos comerciais, como hotéis e restaurantes, devem seguir os horário de oração muçulmanos, especialmente às sextas-feiras, dia sagrado para o islã. O mesmo vale para todos os cidadãos, que devem parar o que estão fazendo nos horários de oração islâmica. A difamação do profeta Maomé é punível com pena de morte. O Estado costuma incentivar as conversões ao islamismo, oferecendo aos convertidos pagamentos de assistência social, novas casas, geradores, bombas de água ou dinheiro para realizarem a peregrinação a Meca.
Em 2006, a Prefeitura Apostólica de Brunei, que havia sido criada em 1997, foi elevada a Vicariato Apostólico. O primeiro arcebispo nomeada para liderá-lo foi o Cornelius Sim.
Em 29 de maio de 2021, faleceu o cardeal bruneano Cornelius Sim, o primeiro padre católico e vigário apostólico do país. Durante 20 anos, ele serviu Brunei, mas não recebeu nenhum tipo de homenagem do governo. Sua escolha pelo Papa Francisco em outubro de 2020 foi vista como um gesto para ir às "periferias da Igreja", escolhendo representantes de comunidades pequenas. Francisco enviou um telegrama à Igreja bruneana lamentando a morte de Sim. Dois meses após a criação do cardeal Sim, ele enviou um presente ao Pontífice no Consistório de 2020; trata-se de uma imagem de Maria, Rainha do Céu e da Terra, com traços e vestimentas típicas de Brunei. Devido à pandemia de COVID-19, o cardeal bruneano não pôde participar do consistório, e o presente teve de ser entregue ao Papa pelo cardeal filipino, Luis Antonio Tagle, prefeito da Congregação para a Evangelização dos Povos.

## Organização territorial

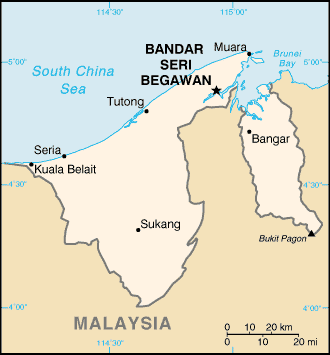
O Vicariato Apostólico de Brunei cobre todo o território bruneano.

O catolicismo está presente no país com uma circunscrição eclesiástica: o Vicariato Apostólico de Brunei, de rito romano.

## Conferência Episcopal
A reunião dos bispos de Brunei, Malásia e Singapura forma a Conferência dos Bispos Católicos da Malásia, Singapura e Brunei, que foi criada em 1964, e sua sede fica em Kuala Lumpur.

## Delegação Apostólica
A Delegação Apostólica de Brunei foi estabelecida em 1998, e sua sede fica localizada em Bangkok, na Tailândia.